# بولينا أستاخوفا
بولينا أستاخوفا (Polina Astakhova) (بالروسية: Поли́на Григо́рьевна Аста́хова) هي لاعبة أولمبية لرياضة الجمباز من الاتحاد السوفييتي. شاركت في الأولمبياد الصيفي في 1956–1964، وفازت بما مجموعه 10 ميدالية.

## الميداليات
| ذهب | فضة | برونز | المجموع |
| 5   | 2   | 3     | 10      |

## روابط خارجية
- بولينا أستاخوفا على موقع الاتحاد الدولي للجمباز (licence) (الإنجليزية)
- بولينا أستاخوفا على موقع الاتحاد الدولي للجمباز (biography) (الإنجليزية)
- بولينا أستاخوفا على موقع اللجنة الأولمبية الدولية (الإنجليزية)
- بولينا أستاخوفا على موقع أوليمبيديا (الإنجليزية)